# Antonio Jiménez Pentinel
Antonio David Jiménez Pentinel (Sevilla, 18 de febrero de 1977) es un atleta español, también llamado Penti.
Antonio Jiménez ha destacado principalmente en la prueba de 3000 m obstáculos donde ha competido con otros grandes especialistas nacionales como Luis Miguel Martín Berlanas, Eliseo Martín, José María Prieto y José Luis Blanco. También ha obtenido importantes éxitos en medio fondo y en pruebas de Cross. El 2002 fue su mejor año, se proclamó campeón de Europa en 3000 m obstáculos, medalla de plata en 3000 metros lisos indoor y el primer español en el mundial de cross corto con un séptimo puesto y que llevó a la selección a conseguir una medalla de bronce.
Participó en los Juegos Olímpicos de Atenas 2004 donde cosechó un discreto décimo cuarto puesto, en los Campeonatos del mundo participó en tres ediciones en Edmonton 2001 y Helsinky 2005 consiguió un meritorio sexto puesto mientras que en Osaka 2007 no alcanzó la final.
El 28 de enero de 2016 la IAAF confirmó su sanción de 3 años, pero 2023 fue absuelto y libre de cargos.

## Palmarés
Internacional
- Medalla de oro Europeo Aire Libre Múnich 2002 en 3000 metros obstáculos con una marca de 8:24.34
- Segundo puesto Superliga Bremen 2001 en 3000 metros obstáculos con una marca de 8:36.09
- Medalla de bronce Europeo Sub-23 Gotemburgo 1999 en 10 000 metros
- Medalla de plata Juegos del Mediterráneo Almería 2005 en 3000 metros obstáculos con una marca de 8:24.47
- Primer puesto Superliga Málaga 2006 en 3000 metros obstáculos con una marca de 8:25.59
- Primer puesto Superliga Florencia 2005 en 3000 metros obstáculos con una marca de 8:20.17
- Medalla de oro en equipos en Europeo de Cross Thun 2001 con 40 puntos
- Medalla de bronce por equipo en Mundial de Cross corto Dublín 2002 con 57 puntos
- Medalla de oro Juegos del Mediterráneo Túnez 2001 con una marca de 8:31.31

Nacional
- Campeón de España de Cross Corto: 2002
- Campeón de España de 3000 metros indoor: 2001, 2002, 2004
- 2001 7:56.95
- 2002 7:48.05
- 2004 7:53.97
- Campeón de España de 3000 metros obstáculos: 2001, 2002, 2004, 2005, 2006, 2007.
  - 2001 8:24.17
  - 2002 8:28.07
  - 2004 8:14.30
  - 2005 8:24.45
  - 2006 8:30.92
  - 2007 8:21.88
- Campeón Carrera de San Antón 2013, Jaén
- Campeón Carrera de San Antón 2014, Jaén (28 minutos 34 segundos)

## Dopaje
En marzo de 2014 Pentinel fue detenido en Sevilla por presunto tráfico de sustancias dopantes. Debido a ello fue sancionado por la IAAF por un periodo de 3 años, pero en 2023 quedó absuelto y libre de cargos.